# 서재필기념회
서재필기념회는 민족선양사업의 일환으로 송재 서재필 관련 각종 문화사업을 통해 그의 사상을  구현하기 위하여 설립된 문화체육관광부 소관의 재단법인이다. 서재필 의학상 수여, 서재필언론문화상 수여, 올해의 민족언론인 선정, 헌창사업,
독립신문 연구지원, 서재필에 관한 학술연구 지원 및 출판, 서재필 관련 자료수집 및 연구지원, 기타 서재필의 사상과 겨레사랑을 기리는 민족선양사업을 수행하고 있다.

## 연혁
- 1995. 6.30 서재필기념회 창립
- 2002. 4.4 독립기념관에 서재필 어록비 건립[2]

- 2004. 2.12 재단법인 서재필기념회 공익재단법인 허가
- 2004. 4.26 초대 권오기 이사장 취임
- 2006. 5.9 제2대 백낙환 이사장 취임
- 2010. 5.14 제3대 안병훈 이사장 취임
- 2011. 4.8 제1회 서재필언론문화상 시상식[3]
- 2011. 4.26 올해(2011년)의 민족언론인 서재필 선정, 내셔널프레스클럽에 동판헌정

## 역대 이사장
- 권오기 전 통일부총리
- 백낙환 인제학원 이사장
- 안병훈 도서출판 기파랑대표 (2010~현재)[4]

## 주요 사업
- 서재필언론문화상 수여
- 서재필 의학상 수여
- 올해의 민족언론인 선정
- 독립신문 연구 지원사업
- 서재필 관련 자료수집 및 연구지원
- 기타 서재필 사상과 겨레사상을 기리는 각종 민족선양사업

## 같이 보기
- 서재필
- 갑신정변
- 구미위원부
- 제이슨 하우스
- 서재창